# The Christmas Song
The Christmas Song (vaak aanvullend aangeduid met de ondertitel "Chestnuts Roasting on an Open Fire" of het originele onderschrift, "Merry Christmas to You") is een klassiek kerstnummer uit 1944 geschreven door de musicus, componist en zanger Mel Tormé en Bob Wells.
Volgens Tormé werd het nummer geschreven tijdens een warme zomer. In een poging om 'cool' te blijven door 'cool' te denken werd het meest gedraaide kerstnummer geboren.
The Nat King Cole Trio maakte in 1946 de eerste opname van het nummer. Cole maakte in 1953 en in 1961 nogmaals een opname van het nummer. Mel Tormé maakte een opname in 1954, en daarna in 1961, 1966 en 1992.

## Hitnoteringen versie Nat King Cole

### NederlandseSingle Top 100
| Hitnotering (week 1): 31-12-2016 Hitnotering (week 2): 30-12-2017 Hitnotering (week 3): 29-12-2018 Hitnotering (week 4): 28-12-2019 Hitnotering (week 5): 02-01-2021 Hitnotering (week 6): 01-01-2022 Hitnotering (week 7 t/m 9): 17-12-2022 t/m 31-12-2022 | Hitnotering (week 1): 31-12-2016 Hitnotering (week 2): 30-12-2017 Hitnotering (week 3): 29-12-2018 Hitnotering (week 4): 28-12-2019 Hitnotering (week 5): 02-01-2021 Hitnotering (week 6): 01-01-2022 Hitnotering (week 7 t/m 9): 17-12-2022 t/m 31-12-2022 | Hitnotering (week 1): 31-12-2016 Hitnotering (week 2): 30-12-2017 Hitnotering (week 3): 29-12-2018 Hitnotering (week 4): 28-12-2019 Hitnotering (week 5): 02-01-2021 Hitnotering (week 6): 01-01-2022 Hitnotering (week 7 t/m 9): 17-12-2022 t/m 31-12-2022 | Hitnotering (week 1): 31-12-2016 Hitnotering (week 2): 30-12-2017 Hitnotering (week 3): 29-12-2018 Hitnotering (week 4): 28-12-2019 Hitnotering (week 5): 02-01-2021 Hitnotering (week 6): 01-01-2022 Hitnotering (week 7 t/m 9): 17-12-2022 t/m 31-12-2022 | Hitnotering (week 1): 31-12-2016 Hitnotering (week 2): 30-12-2017 Hitnotering (week 3): 29-12-2018 Hitnotering (week 4): 28-12-2019 Hitnotering (week 5): 02-01-2021 Hitnotering (week 6): 01-01-2022 Hitnotering (week 7 t/m 9): 17-12-2022 t/m 31-12-2022 | Hitnotering (week 1): 31-12-2016 Hitnotering (week 2): 30-12-2017 Hitnotering (week 3): 29-12-2018 Hitnotering (week 4): 28-12-2019 Hitnotering (week 5): 02-01-2021 Hitnotering (week 6): 01-01-2022 Hitnotering (week 7 t/m 9): 17-12-2022 t/m 31-12-2022 | Hitnotering (week 1): 31-12-2016 Hitnotering (week 2): 30-12-2017 Hitnotering (week 3): 29-12-2018 Hitnotering (week 4): 28-12-2019 Hitnotering (week 5): 02-01-2021 Hitnotering (week 6): 01-01-2022 Hitnotering (week 7 t/m 9): 17-12-2022 t/m 31-12-2022 | Hitnotering (week 1): 31-12-2016 Hitnotering (week 2): 30-12-2017 Hitnotering (week 3): 29-12-2018 Hitnotering (week 4): 28-12-2019 Hitnotering (week 5): 02-01-2021 Hitnotering (week 6): 01-01-2022 Hitnotering (week 7 t/m 9): 17-12-2022 t/m 31-12-2022 | Hitnotering (week 1): 31-12-2016 Hitnotering (week 2): 30-12-2017 Hitnotering (week 3): 29-12-2018 Hitnotering (week 4): 28-12-2019 Hitnotering (week 5): 02-01-2021 Hitnotering (week 6): 01-01-2022 Hitnotering (week 7 t/m 9): 17-12-2022 t/m 31-12-2022 | Hitnotering (week 1): 31-12-2016 Hitnotering (week 2): 30-12-2017 Hitnotering (week 3): 29-12-2018 Hitnotering (week 4): 28-12-2019 Hitnotering (week 5): 02-01-2021 Hitnotering (week 6): 01-01-2022 Hitnotering (week 7 t/m 9): 17-12-2022 t/m 31-12-2022 | Hitnotering (week 1): 31-12-2016 Hitnotering (week 2): 30-12-2017 Hitnotering (week 3): 29-12-2018 Hitnotering (week 4): 28-12-2019 Hitnotering (week 5): 02-01-2021 Hitnotering (week 6): 01-01-2022 Hitnotering (week 7 t/m 9): 17-12-2022 t/m 31-12-2022 | Hitnotering (week 1): 31-12-2016 Hitnotering (week 2): 30-12-2017 Hitnotering (week 3): 29-12-2018 Hitnotering (week 4): 28-12-2019 Hitnotering (week 5): 02-01-2021 Hitnotering (week 6): 01-01-2022 Hitnotering (week 7 t/m 9): 17-12-2022 t/m 31-12-2022 | Hitnotering (week 1): 31-12-2016 Hitnotering (week 2): 30-12-2017 Hitnotering (week 3): 29-12-2018 Hitnotering (week 4): 28-12-2019 Hitnotering (week 5): 02-01-2021 Hitnotering (week 6): 01-01-2022 Hitnotering (week 7 t/m 9): 17-12-2022 t/m 31-12-2022 | Hitnotering (week 1): 31-12-2016 Hitnotering (week 2): 30-12-2017 Hitnotering (week 3): 29-12-2018 Hitnotering (week 4): 28-12-2019 Hitnotering (week 5): 02-01-2021 Hitnotering (week 6): 01-01-2022 Hitnotering (week 7 t/m 9): 17-12-2022 t/m 31-12-2022 | Hitnotering (week 1): 31-12-2016 Hitnotering (week 2): 30-12-2017 Hitnotering (week 3): 29-12-2018 Hitnotering (week 4): 28-12-2019 Hitnotering (week 5): 02-01-2021 Hitnotering (week 6): 01-01-2022 Hitnotering (week 7 t/m 9): 17-12-2022 t/m 31-12-2022 | Hitnotering (week 1): 31-12-2016 Hitnotering (week 2): 30-12-2017 Hitnotering (week 3): 29-12-2018 Hitnotering (week 4): 28-12-2019 Hitnotering (week 5): 02-01-2021 Hitnotering (week 6): 01-01-2022 Hitnotering (week 7 t/m 9): 17-12-2022 t/m 31-12-2022 | Hitnotering (week 1): 31-12-2016 Hitnotering (week 2): 30-12-2017 Hitnotering (week 3): 29-12-2018 Hitnotering (week 4): 28-12-2019 Hitnotering (week 5): 02-01-2021 Hitnotering (week 6): 01-01-2022 Hitnotering (week 7 t/m 9): 17-12-2022 t/m 31-12-2022 |
| Week: | 1 | | 2 | | 3 | | 4 | | 5 | | 6 | | 7 | 8 | 9 | |
| --- | --- | --- | --- | --- | --- | --- | --- | --- | --- | --- | --- | --- | --- | --- | --- | --- |
| Positie: | 97 | uit | 72 | uit | 49 | uit | 72 | uit | 71 | uit | 66 | uit | 88 | 77 | 41 | uit |